# ブルラーダ/ブルラタ
ブルラーダ（スペイン語: Burlada）またはブルラタ（バスク語: Burlata）は、スペイン・ナバーラ州のムニシピオ（基礎自治体）。コマルカ（郡）としてはクエンカ・デ・パンプローナにある。ナバーラ州の州都パンプローナから3kmの距離にあり、パンプローナ都市圏に含まれる。2014年の人口は18,237人であり、ナバーラ州で5番目に人口の多い自治体である。

## 名称
民俗学者のフリオ・カロ・バロハによると、この町の名称はラテン語で「焼く」を意味する「brustulare」に由来する。11世紀後半のレイレ修道院の文書によると、この町は「Buruslata」や「Bruslata」として言及されている。その他の言及例としては「Brusalada」、「Bruslada」（12世紀）、「Burllada」（15世紀）などがある。これらの古称がスペイン語（カスティーリャ語）のBurladaに発展した。バスク語では「Burleta」や「Burlata」として知られ、後者が現在のバスク語による標準形である。今日の町の公式名はスペイン語とバスク語をスラッシュでつなげたBurlada/Burlataである。

## 地理

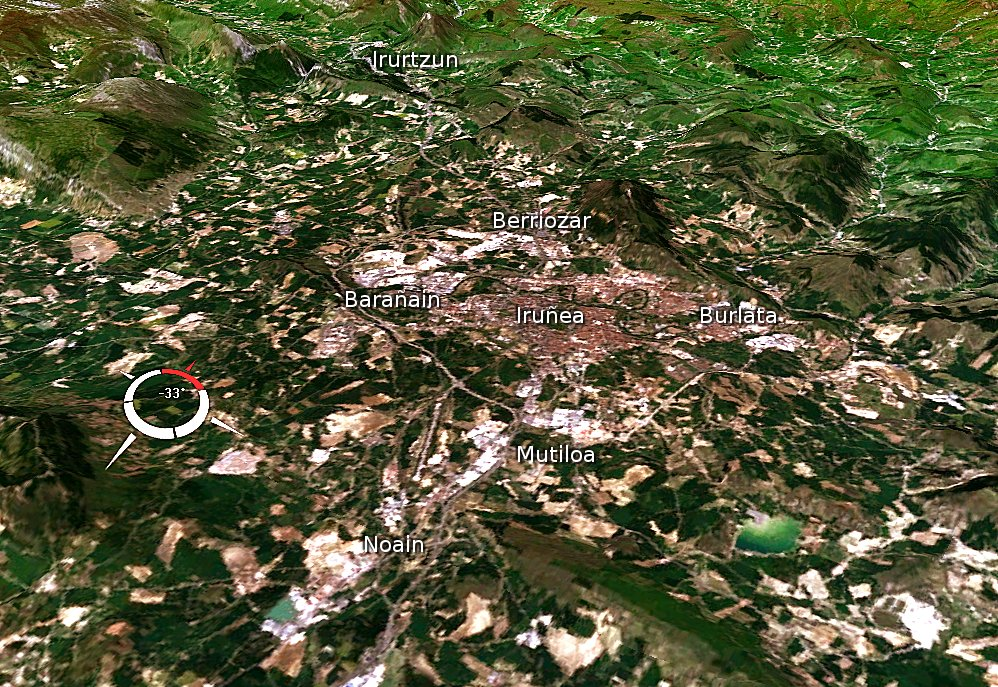
パンプローナ盆地の地図

ブルラーダはパンプローナ都市圏に含まれ、パンプローナから約3km北東方向に位置している。北はビリャバと、東はアルガ川をはさんでウアルテと、南はバリェ・デ・エグエスと、西はパンプローナと境界を接している。ビリャバとは市街地が連続しているが、パンプローナとの間はアルガ川河畔に農地が広がる。パンプローナとはN-135号線で結ばれている。パンプローナからギプスコア県イルンを経由してフランスに至るN-121-A号線もブルラーダを通る。

## 歴史
ナバーラ王国の君主はいくらかの期間をブルラーダの宮殿で過ごした。その他にブルラーダの歴史的重要性を示す物として、アルガ川に架かるブルラーダ橋がある。1970年までのブルラーダはバリェ・デ・エグエスの一部を構成していた。1970年9月25日に開催された会議後に運営委員会が活動を開始し、1970年には自治体議会議員を選出し、1971年2月7日には新しい市庁舎が設立された。

## 人口
2014年の人口は18,237人であり、ナバーラ州ではパンプローナ、トゥデラ、バラニャイン、バリェ・デ・エグエスに次いで第5位だった。内訳は男性が8,942人、女性が9,295人であり、人口密度は8,602人/km2だった。2009年の年齢層別人口は、19歳以下が22.17%、20歳から39歳が30.44%、40歳から59歳が27.49%、60歳以上が19.90%だった。
| ブルラーダ/ブルラタの人口推移 1900－2001                |
|                                                         |
| 出典:INE（スペイン国立統計局）1900年 - 1991年、1996年 - |

## 政治
4年ごとに直接選挙で選出される自治体議会議員が町の行政を担う。選挙権は18歳以上であり、自治体の人口に応じたブルラーダ議会の定数は2011年選挙まで13だったが、2015年選挙からは17である。議会はエラス広場に位置している。
2015年地方自治体選挙
2015年5月に行われた地方自治体選挙では、26.80%を獲得したブルラーダの変革(CB-BA)が5議席を獲得し、25.04%を獲得したエウスカル・エリア・ビルドゥも5議席を獲得した。ナバーラ住民連合 (UPN)は19.61%で4議席、全国政党であるスペイン社会労働党の支部政党であるナバーラ社会党(PSN-PSOE)は14.50%で2議席、イスキエルダ＝エスケラ(N)は7.75%で1議席を獲得した。
| 政党                         | 2011年 | 2011年 | 2015年 | 2015年 |
| 政党                         | 得票率 | 議席数 | 得票率 | 議席数 |
| ---------------------------- | ------ | ------ | ------ | ------ |
| ブルラーダの変革(CB-BA)      | -      | -      | 26.80% | 5      |
| エウスカル・エリア・ビルドゥ | 19.64% | 4      | 25.04% | 5      |
| ナバーラ住民連合(UPN)        | 22.32% | 4      | 19.61% | 4      |
| ナバーラ社会党(PSN-PSOE)     | 20.53% | 4      | 14.50% | 2      |
| イスキエルダ＝エスケラ(N)    | 7.42%  | 1      | 7.75%  | 1      |

## 文化

### モニュメント
非宗教建築物
中世にアルガ川に架けられたブルラーダ橋は何度か改修されている。9メートル間隔の6個のアーチを持ち、両岸から中央に向けて強い傾斜がある。ブルラーダ宮殿は12世紀初頭の建築物の集合体である。もっとも重要な建築物はウランガ宮殿であり、公園に囲まれている。
サン・フアン教会はホセ・ジャルノスが設計を担当し、1952年に着工して1954年に竣工した。サン・ブラス教区教会は1970年6月29日に完成し、マドリードのマリーア・ソレダ・トーレス・アコスタに捧げられた。

### 祭礼
町の主要な祭礼は8月15日から19日に開催され、開催前夜の14日にチュピナソ（開催宣言）が行われる。「ブルラーダのマルティンガラ」と呼ばれる謝肉祭（カーニバル）も行われる。6月23日から26日には町の守護聖人を称えるサン・フアンの祭礼が行われる。

### スポーツ
ブルラーダでもっとも重要なサッカークラブとして、この町に存在した2クラブが合併して誕生したUCDブルラデスがある。エスタディオ・リパガイナをホームスタジアムとし、主にテルセーラ・ディビシオンに所属している。
1983年にはBMブルラーダというハンドボールクラブが設立され、主にリーガASOBALに次ぐ国内2部リーグであるナシオナルAに所属している。ブルラーダ出身のマテオ・ガラルダはBMブルラーダからデビューし、CBカンタブリアやFCバルセロナなどで活躍した。スペイン代表としては1996年のアトランタ五輪と2000年のシドニー五輪で銅メダルを獲得し、2005年の世界選手権で優勝している。

## 出身人物
- レオノール・デ・ラ・マルシェ（スペイン語版） (1407-1464) : フランス貴族。
- イラリオン・エスラバ（スペイン語版） (1807-1878) : 作曲家・音楽家。サルスエラの擁護者。
- マテオ・ガラルダ (1969-) : ハンドボール選手。アトランタ五輪とシドニー五輪で銅メダル。
- ブリヒド・ドゥケ（スペイン語版） (1970-) : ミュージシャン。「コマ」のギタリスト、「チャレナ」のドラマー。
- ルベン・ベロキ（スペイン語版） (1974-) : ペロタ競技選手。ハンド・ペロタ選手権4度優勝。
- イニャキ・エサイン（スペイン語版） (1976-) : ペロタ競技選手。
- コルド・ヒル（スペイン語版） (1978-) : 自転車競技選手。

## 姉妹都市
- アキテーヌ地域圏ジロンド県フロワラック（フランス語版）[11]